# تیم ملی والیبال مردان استرالیا
تیم ملی والیبال مردان استرالیا تیم ملی والیبال مردان کشور استرالیا است. این تیم تاکنون سه بار در بازی‌های المپیک تابستانی حضور داشته‌است که اولین بار در ۲۰۰۰ بوده‌ است.

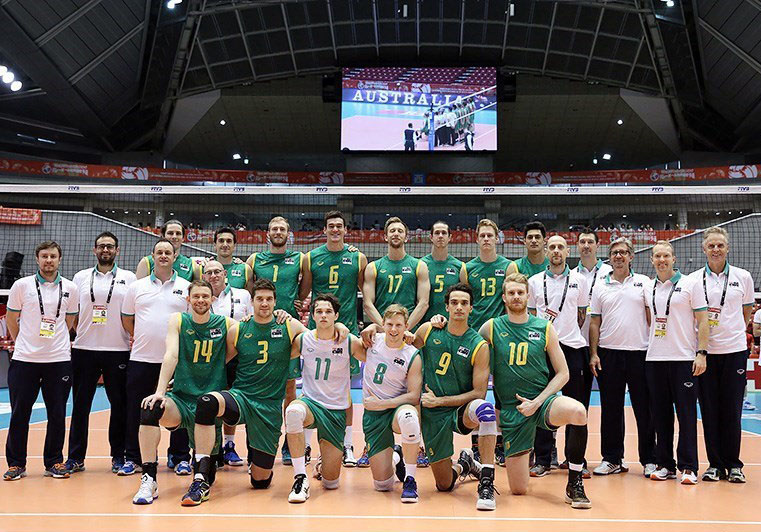
ژاپن ، ۲۸مه ۲۰۱۶

## تاریخچه مسابقات
| والیبال در بازی‌های المپیک تابستانی | والیبال در بازی‌های المپیک تابستانی | والیبال در بازی‌های المپیک تابستانی | والیبال در بازی‌های المپیک تابستانی | والیبال در بازی‌های المپیک تابستانی | والیبال در بازی‌های المپیک تابستانی |
| سال                                | مرحله                              | جایگاه                             | بازی                               | برد                                | باخت                               |
| ---------------------------------- | ---------------------------------- | ---------------------------------- | ---------------------------------- | ---------------------------------- | ---------------------------------- |
| ۱۹۶۴                               | حضور نداشت                         | حضور نداشت                         | حضور نداشت                         | حضور نداشت                         | حضور نداشت                         |
| ۱۹۶۸                               | حضور نداشت                         | حضور نداشت                         | حضور نداشت                         | حضور نداشت                         | حضور نداشت                         |
| ۱۹۷۲                               | حضور نداشت                         | حضور نداشت                         | حضور نداشت                         | حضور نداشت                         | حضور نداشت                         |
| ۱۹۷۶                               | حضور نداشت                         | حضور نداشت                         | حضور نداشت                         | حضور نداشت                         | حضور نداشت                         |
| ۱۹۸۰                               | حضور نداشت                         | حضور نداشت                         | حضور نداشت                         | حضور نداشت                         | حضور نداشت                         |
| ۱۹۸۴                               | حضور نداشت                         | حضور نداشت                         | حضور نداشت                         | حضور نداشت                         | حضور نداشت                         |
| ۱۹۸۸                               | حضور نداشت                         | حضور نداشت                         | حضور نداشت                         | حضور نداشت                         | حضور نداشت                         |
| ۱۹۹۲                               | حضور نداشت                         | حضور نداشت                         | حضور نداشت                         | حضور نداشت                         | حضور نداشت                         |
| ۱۹۹۶                               | حضور نداشت                         | حضور نداشت                         | حضور نداشت                         | حضور نداشت                         | حضور نداشت                         |
| ۲۰۰۰                               | یک چهارم نهایی                     | ۸ام                                | ۶                                  | ۲                                  | ۴                                  |
| ۲۰۰۴                               | مراحل گروهی                        | ۱۲ام                               | ۵                                  | ۰                                  | ۵                                  |
| ۲۰۰۸                               | حضور نداشت                         | حضور نداشت                         | حضور نداشت                         | حضور نداشت                         | حضور نداشت                         |
| ۲۰۱۲                               | مراحل گروهی                        | ۹ام                                | ۵                                  | ۲                                  | ۳                                  |
| ۲۰۱۶                               | راه نیافت                          | راه نیافت                          | راه نیافت                          | راه نیافت                          | راه نیافت                          |
| ۲۰۲۰                               | راه نیافت                          | راه نیافت                          | راه نیافت                          | راه نیافت                          | راه نیافت                          |
| مجموع                              | ۰ عنوان                            | ۳/۱۵                               | ۱۶                                 | ۴                                  | ۱۲                                 |